# Regola delle aree

Per la regola delle aree, se si vuole diminuire la resistenza aerodinamica in regime supersonico, la superficie verde deve essere uguale alla superficie totale blu.

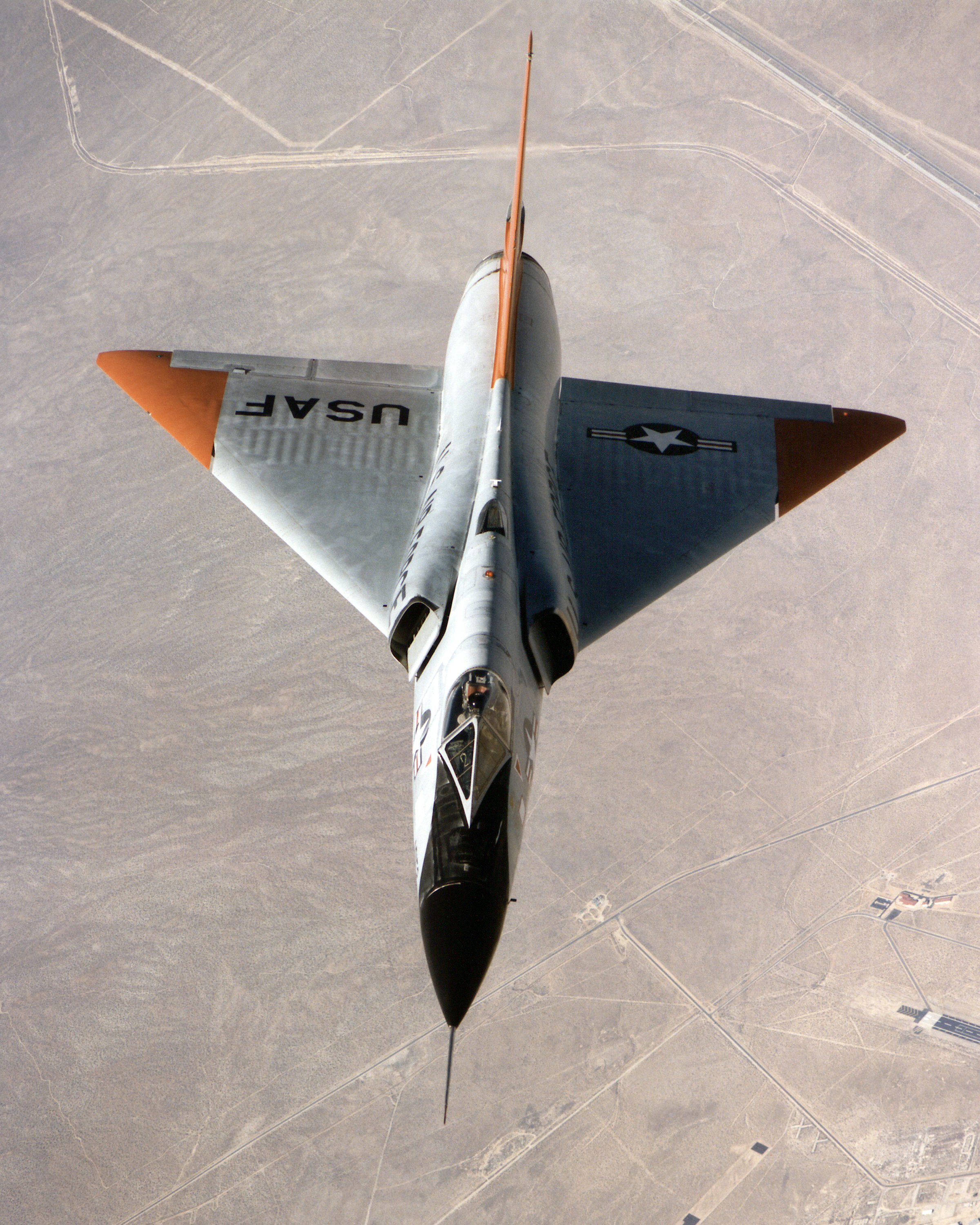
L'arrangiamento delle forme, con l'utilizzo della regola delle aree, è facilmente riconoscibile in questa inquadratura di un Convair QF-106 dell'USAF ripreso da una aerocisterna.

La regola delle aree è una tecnica aerodinamica progettuale che serve a ridurre la resistenza dei velivoli a velocità transoniche o supersoniche, in particolare tra Mach 0,8 e Mach 1,2.
La regola delle aree fu scoperta e studiata per la prima volta da Otto Frenzl, mentre lavorava come collaboratore presso gli stabilimenti Junkers in Germania fra il 1943 e il 1945.
Parallelamente, anche Wallace D. Hayes, uno dei pionieri del volo supersonico,  sviluppò la regola delle aree in una serie di pubblicazioni a partire dal 1947 nel corso della stesura della sua tesi per il Ph.D. al California Institute of Technology.
Anche Richard T. Whitcomb, al quale viene spesso erroneamente attribuita la scoperta, elaborò in maniera indipendente  la stessa legge nel 1952, mentre lavorava presso la NACA. Per questo motivo, la regola delle aree viene tuttora a volte chiamata legge di Whitcomb.

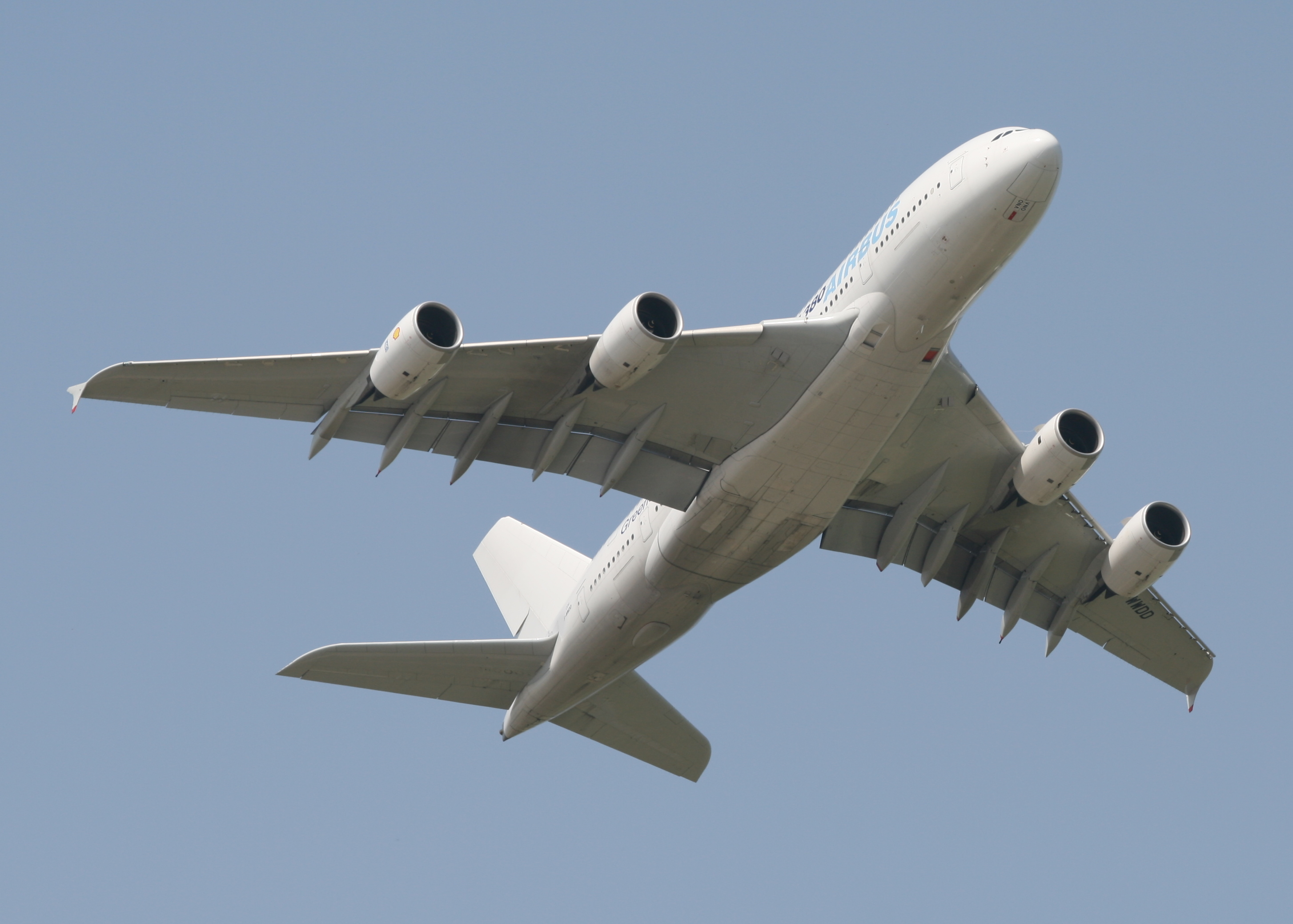
Vista inferiore di un'Airbus A380

Ad elevate velocità subsoniche, si può sviluppare localmente un flusso supersonico in aree dove il flusso viene accelerato attorno alla fusoliera o sul dorso delle ali. La velocità alla quale questo accade dipende dal velivolo, e, divisa per la velocità del suono, è chiamato numero di Mach critico. Le onde d'urto che si formano in queste circostanze aumentano considerevolmente la resistenza aerodinamica totale dell'apparecchio. Idealmente la resistenza aggiuntiva viene chiamata appunto resistenza d'onda. Per fare in modo di ridurre il numero e l'intensità di queste onde d'urto, la sezione della fusoliera dovrebbe variare il più dolcemente possibile. Il risultato sarebbe quello di una forma a sigaro, appuntita ad ambo le estremità, come quella riportata in figura, detta anche forma di Sears-Haack.
La regola delle aree afferma che un velivolo disegnato con la stessa sezione complessiva (comprensiva quindi delle ali) della forma Sears-Haack genera la stessa resistenza d'onda di quest'ultima. Come risultato, un velivolo dev'essere accuratamente organizzato: forme allungate quali quelle alari devono essere posizionate al centro della fusoliera, mentre sporgenze più contenute quali ad esempio abitacolo, prese d'aria o piani di coda, debbono essere posizionati prima o dopo le ali.
La regola delle aree si traduce quindi in pratica nella diminuzione della sezione della fusoliera nella zona di giunzione alare, come si nota dalla figura.
Aumentando la velocità di volo supersonica, l'arrangiamento delle sporgenze deve essere retratto verso la coda. In effetti l'angolo formato dalle linee caratteristiche con il corpo diminuisce con l'aumentare del numero di Mach (sen α = 1/M, dove α è appunto l'angolo formato con il vettore velocità del cono di Mach). Per questo motivo gli aerei supersonici possiedono ali in una zona posteriore, come ad esempio il Concorde.
Il primo aeroplano al quale venne applicata scientemente la regola delle aree fu il Convair F-102A, il primo intercettore supersonico USA.
Gli aerei progettati secondo la legge di Whitcomb sembravano insoliti e "panciuti" all'epoca delle prime sperimentazioni (per esempio il Blackburn Buccaneer), e per questo motivo furono soprannominati «bottiglie di Coca-Cola volanti», ma la regola si dimostrò efficace e ne diventò familiare l'influenza nella forma di ogni velivolo transonico successivo. In seguito, i progetti di aerei partirono già avendo in mente la regola ed i profili dei velivoli divennero sempre più armoniosi.
Lo stesso effetto viene ottenuto per quanto riguarda i missili, posizionando opportunamente i componenti quali i booster o il vano di carico; per gli aviogetti, installando i motori di fronte alle ali (e non al di sotto), come nel caso dell'Airbus A380; oppure prevedendo da progetto i motori dietro le ali e non di fianco alla fusoliera come nel Cessna 750 Citation X; o anche sagomando e definendo la posizione della carlinga di pilotaggio dell'F-22 Raptor. Un'immagine come questa a lato dell'Airbus A380 in volo, mostra l'evidente forma della radice dell'ala progettata per rispettare la legge di Whitcomb. Questa accortezza progettuale è praticamente invisibile dagli altri angoli di visuale.